# 월하의 침략자
《월하의 침략자》(일본어: 月下の侵略者)는 일본에서 만든 다큐멘터리 영화다. 감독은 마에다 겐지(前田憲二). 2009년 8월 27일 일본에서 개봉할 예정이다. 전체 7개 장으로 구성됐고 분량은 2시간48분.

## 내용
1592~1598년에 벌어진 임진왜란과 정유재란을 다뤘다. 한국은 물론 일본과 북한, 중국을 넘나들며 3년간 취재.촬영했다.  이 영화의 하이라이트는 일본인에게는 잊혀진 귀무덤이다. 일본군이 조선인 12만6천명의 귀나 코를 베어 소금에 절여 전리품으로 가져가 묻어놓은 곳이다. 이 귀무덤은 교토(京都)시 동부의 시치조(七條)에 있는 도요토미 히데요시를 받드는 도요쿠니(豊國) 신사에서 불과 20ｍ가량 떨어진 후미진 곳에 쓸쓸하게 놓여 있다.

## 일화
6천만엔(약 7억8천만원)의 제작비가 들어간 이 영화는 재일동포의 후원으로 만들어졌다. 재일동포 1인당 5천엔씩 성금으로 냈고, 일부 교포 독지가들은 거액의 제작비를 희사했다.

## 출연

### 주연
- 김수진
- 이케다 마사코